# San Simeon

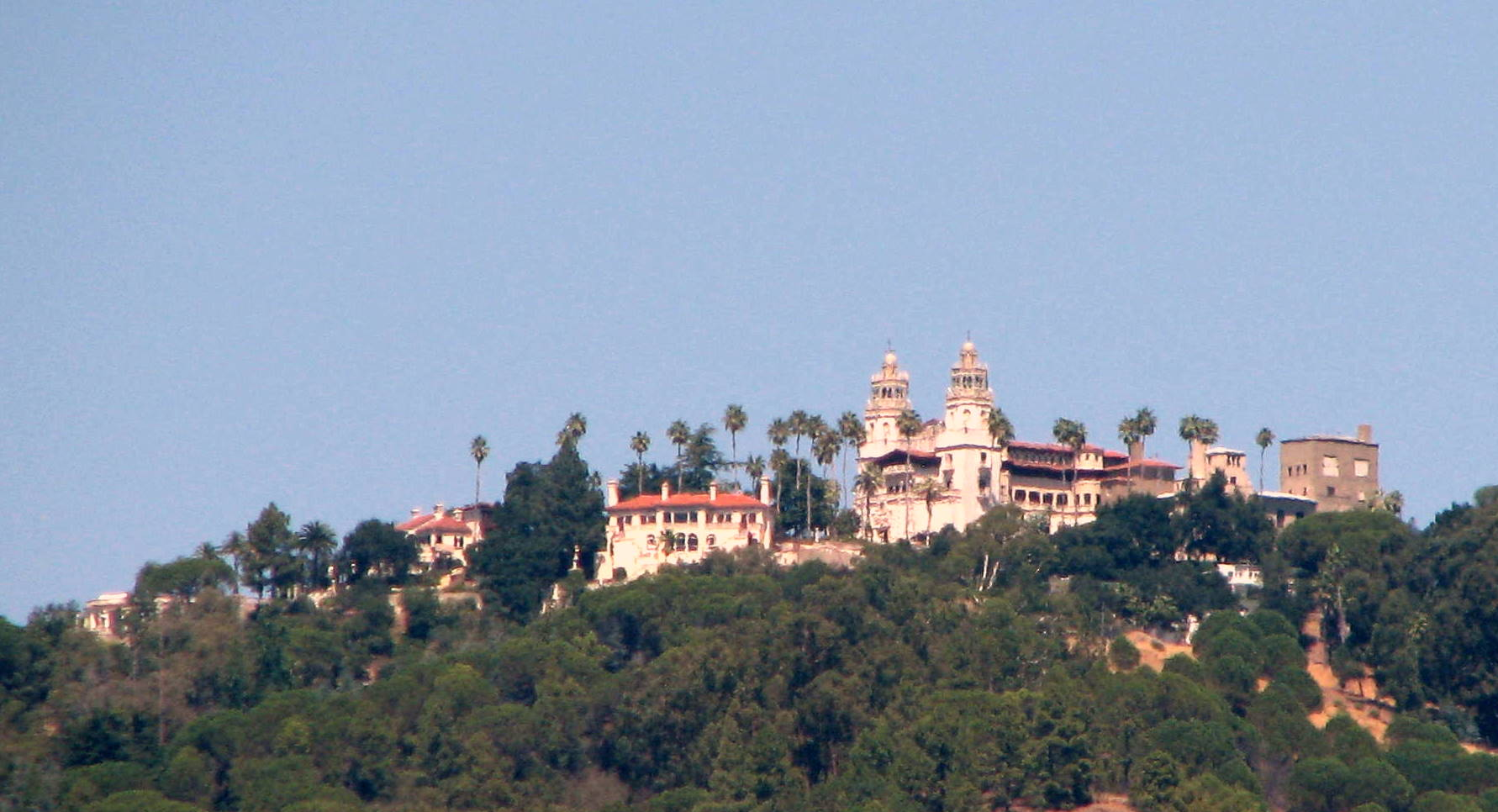
Hearst Castle in San Simeon

San Simeon is een plaats en census-designated place in San Luis Obispo County in de Amerikaanse staat Californië. San Simeon ligt op de California State Route 1 langs de dunbevolkte Big Sur-kust, op ongeveer gelijke afstand van Los Angeles en San Francisco. Volgens de volkstelling van 2010 wonen er 462 mensen in het plaatsje. Ten noorden ervan liggen de dorpjes Plaskett en Lucia en in het zuiden ligt Cambria. De regionaal belangrijke stad San Luis Obispo bevindt zich ongeveer 70 km ten zuidoosten van San Simeon.
De belangrijkste bezienswaardigheid in San Simeon is Hearst Castle, het reusachtige landhuis van de krantenmagnaat William Randolph Hearst.
Het bezoekerscentrum van de Monterey Bay National Marine Sanctuary bevindt zich eveneens in San Simeon. Aan het strand is onder meer de grootste verzamelplaats van de noordelijke zeeolifant tijdens de bronsttijd.